# Робертс, Джон Гловер
Джон Гловер Робертс (англ. John Glover Roberts, род. 27 января 1955, Буффало) — американский юрист, Председатель Верховного суда США с 29 сентября 2005 года.

## Биография

### Ранние годы
Джон Робертс родился 27 января 1955 года в Буффало, штат Нью-Йорк. Со стороны отца у него ирландские, валлийские и чешские корни. Свои детские годы провёл в северной Индиане, где учился в частной школе-интернате. Вырос в семье с 4 детьми — у него было ещё 3 сестры. Окончив среднюю школу, поступил в Колледж Гарвардского университета, где получил степень бакалавра искусств в области истории. Также обучался в Гарвардской школе права, совмещая учёбу с работой редактора в журнале Harvard Law Review. В 1979 году ему была присуждена степень доктора права.

### Карьера до 2005
С 1980 по 1981 год Робертс работал помощником Уильяма Ренквиста — будущего председателя Верховного суда США, являвшегося в тот момент его рядовым членом. C 1981 по 1982 год Робертс также был помощником генерального прокурора США Уильяма Смита в администрации Рональда Рейгана, а с 1982 по 1986 год работал в офисе юрисконсульта в Белом доме. После этого занимался частной юридической практикой. В 1989 году он занял пост заместителя Генерального прокурора и участвовал в рассмотрении 39 дел, выиграв в 25 из них. В 1993—2003 годах снова занимался частной юридической практикой. В 1992—2005 годах преподавал на юридическом факультете Джорджтаунского университета.
2 июня 2003 года был назначен на должность судьи Федерального апелляционного суда по округу Колумбия.

### Верховный суд США
В сентябре 2005 года скончался Уильям Ренквист, председатель Верховного суда США. Джон Робертс, ранее выдвинутый в Верховный Суд вместо ушедшей в отставку Сандры Дэй О’Коннор, был назначен Джорджем Бушем уже на пост его председателя. Сенат США утвердил его кандидатуру 78 голосами (все республиканцы Сената, независимый сенатор и 22 демократа) против 22 (Джо Байден, Хиллари Клинтон, Барак Обама, Джон Керри и некоторые другие демократы). 29 сентября 2005 года Робертс вступил в должность, став в свои 50 лет самым молодым председателем Верховного суда США за последние 200 лет.

#### Общая характеристика
Джона Робертса характеризуют как консервативного судью, а его суд — как самый консервативный за несколько десятилетий. Тем не менее, Робертс выступает за большее количество консенсусных решений в суде, показал готовность к сотрудничеству с либеральными судьями Верховного суда, а его голос в некоторых резонансных делах (особенно после ухода в отставку судьи Энтони Кеннеди) стал решающим.

#### Важные решения
Своё первое в Верховном суде особое мнение Джон Робертс написал по делу «Джорджия против Рандольфа» в 2006 году, не согласившись с решением большинства о том, что при возражении одного из жильцов против обыска в доме без санкции судьи найденные при обыске улики не могут быть использованы против этого жильца.
В 2007 году Робертс написал особое мнение по делу «Массачусетс против Агентства по охране окружающей среды», когда Верховный суд постановил, что Агентство по охране окружающей среды имеет полномочия регулировать выбросы парниковых газов. Робертс счёл, что истцы не обладали процессуальной правоспособностью подавать иск.
Робертс присоединился к вынесенному в январе 2010 года решению по делу «Citizens United против Федеральной избирательной комиссии». Данное решение позволило организациям тратить неограниченные суммы денег на избирательные расходы. Впоследствии в 2014 году Робертс стал автором решения суда по делу «Маккатчен против Федеральной избирательной комиссии», которое отменило лимиты на предвыборные пожертвования от физических лиц.
В 2012 году в деле «Национальная федерация независимого бизнеса против Себелиус» Робертс, присоединившись к четырём либеральным судьям, написал решение суда, которое признало реформу здравоохранения, принятую по инициативе Обамы, соответствующей конституции. Это решение Робертса вызвало резкую критику консерваторов. В 2015 году Робертс в деле «Кинг против Бёруэлл» снова написал решение, сохранившее реформу.
В 2013 году в деле «Округ Шелби против Холдера» Робертс написал решение большинства, отменившее ключевую часть Закона об избирательных правах 1965 года (а именно, формулу, определяющую список штатов и округов, чьи избирательные законы из-за прошлой дискриминации избирателей в этих штатах и округах подлежат предварительному одобрению федеральными властями) как устаревшую.
В 2015 году Робертс написал особое мнение в деле «Обергефелл против Ходжеса», выступив против легализации однополых браков в США. Однако судья Энтони Кеннеди, присоединившись к четырём либеральным судьям, стал автором решения большинства, в результате которого однополые браки были признаны законными во всех 50 американских штатах. Ранее аналогичным образом голоса судей разделились в деле «Соединённые Штаты против Виндзор», когда Робертс и трое других судей написали особые мнения по решению, отменившему положение «Закона о защите брака» как дискриминационное по отношению к супругам одного пола.
В 2018 году Робертс написал решение большинства, оставившее в силе указ президента Трампа о запрете на въезд в США граждан некоторых стран.
В 2020 году Робертс снова примкнул к четырём либеральным судьям в нескольких делах. В частности, в июне в деле «Министерство внутренней безопасности против регентов Калифорнийского университета» он написал решение суда, помешавшее президенту Трампу отменить принятую при Обаме иммиграционную амнистию тех, кто въехал в США ещё в детстве. Также в июне те же пятеро судей решением по делу «June Medical Services против Руссо» отменили закон Луизианы, значительно ограничивавший аборты в этом штате. Робертс подчеркнул, что он не согласен с решением по аналогичному делу «Whole Woman's Health против Хеллерстедта», вынесенному за несколько лет до того, но уважает это решение как прецедент. В том же месяце Робертс, либеральные судьи и назначенный Трампом Нил Горсач решением по делу «Босток против округа Клейтон» распространили действие федерального антидискриминационного закона на представителей ЛГБТ. В июле того же года Робертс, к которому присоединились ещё шесть судей (включая назначенных Трампом Горсача и Кавано), постановил, что нью-йоркские прокуроры могут получить финансовые документы Трампа (дело «Трамп против Вэнса»), но что финансовые сотрудники Трампа и банки могут не передавать эти документы Конгрессу до тех пор, пока суд низшей инстанции не вынесет своего решения (дело «Трамп против Mazars»).
Когда в конце августа 2021 года был подан экстренный иск о приостановке техасского антиабортного закона, Робертс и трое либеральных судей поддержали требование о приостановке, но большинство судей не стало препятствовать вступлению закона в силу. В декабре того же года Верховный суд 8 голосами против 1 постановил, что клиники могут оспорить одно из положений закона, но Робертс и трое либеральных судей написали в особых мнениях, что видят и более широкие основания для оспаривания техасского закона.
В июне 2022 года консервативное большинство из пятерых судей, рассматривая в деле «Доббс против Jackson Women's Health Organization» конституционность запрета на аборты после 15 недель беременности в Миссисипи, не только оставило в силе этот запрет, но и отменило решение «Роу против Уэйда», легализовавшее в 1973 году право на аборты на всей территории США. Робертс согласился с законностью запрета в Миссисипи, но не поддержал отмену «Роу против Уэйда». В том же месяце Робертс написал решение консервативного большинства по делу «Западная Виргиния против Агентства по охране окружающей среды», уменьшившее полномочия Агентства по сокращению выбросов углекислого газа.
В июне 2023 года Джон Робертс стал автором решения по делам «„Студенты за честное поступление“ против Гарварда» и «„Студенты за честное поступление“ против Университета Северной Каролины», запретившего позитивную дискриминацию при поступлении в университеты. К этому решению присоединились остальные пятеро консервативных членов Верховного суда США.
В июле 2024 года вышло написанное Робертсом решение консервативного большинства Верховного суда по делу «Трамп против Соединённых штатов», постановившего, что президенты США обладают абсолютным иммунитетом от уголовного преследования за официальные действия, связанные с основными конституционными обязанностями. Либеральные судьи суда выступили против этого решения.

### Главный судья Робертс и президенты США
20 января 2009 года состоялась первая инаугурация 44-го президента США Барака Обамы, на которой Робертс принимал его присягу. Однако он перепутал порядок слов, из-за чего президент, повторявший за ним слова клятвы, произнёс её неправильно. Из-за этого было принято решение о проведении повторной церемонии, которая состоялась на следующий день в Белом доме. Впоследствии Робертс принимал присягу у Дональда Трампа 20 января 2017 и 20 января 2025 года и у Джозефа Байдена 20 января 2021 года.
В ноябре 2018 года судья федерального окружного суда Северного округа Калифорнии Джон Тайгер, назначенный на эту должность Бараком Обамой, заблокировал указ президента Дональда Трампа, запретивший предоставление политического убежища нелегальным мигрантам. Трамп в ответ назвал Тайгера «судьёй Обамы». После этого Робертс выступил с беспрецедентным заявлением:
— У нас нет судей Обамы или судей Трампа, судей Буша или судей Клинтона. То, что у нас есть, — это выдающаяся группа преданных делу судей, которые делают всё возможное, чтобы обеспечить равные права тем, кто предстаёт перед ними. Независимая судебная система – это то, за что нам всем следует быть благодарными.

Оригинальный текст (англ.)We do not have Obama judges or Trump judges, Bush judges or Clinton judges. What we have is an extraordinary group of dedicated judges doing their level best to do equal right to those appearing before them. The independent judiciary is something we should all be thankful for.
Робертс, в соответствии с Конституцией США, председательствовал на судебном разбирательстве в Сенате США в ходе первого импичмента Дональда Трампа в начале 2020 года, но спустя год отказался председательствовать в Сенате для рассмотрения обвинений по второму импичменту, поскольку к моменту передачи обвинений в Сенат Трамп уже не был президентом.

## Личная жизнь
В 1996 году Джон Робертс женился в Вашингтоне на Джейн Салливан. У семейной пары двое усыновленных детей — Джозефин и Джон.